# Dicotomia
Il termine dicotomia deriva dal greco διχοτομία , dichotomìa : composto da δίχα (dìcha, in due parti) e τέμνω (témno, divido) ed è usato prevalentemente in matematica, filosofia e linguistica.
La dicotomia è dunque la divisione di un'entità in due parti (che costituiscono una diade) che non necessariamente si escludano dualisticamente a vicenda  ma che possono essere complementari.
Una dicotomia può non lasciare spazio per una terza parte, allora si parlerà di terzo escluso. Esiste comunque la possibilità di un terzo includente e di un terzo trasversale.
Si può considerare una dicotomia come una partizione in 2 parti.
A titolo esemplificativo, se preso un concetto A è possibile dividerlo in due parti B e non-B, allora le due parti formano una dicotomia, dato che nessuna parte di B è contenuta in non-B e che la somma di B e non-B fa esattamente A.

## Significato filosofico
Il primo degli argomenti di Zenone contro il movimento si serve della dicotomia: un corpo per percorrere un determinato spazio dovrà prima percorrerne la metà e, prima ancora, la metà della metà e così di seguito fino al punto che dovrebbe attraversare infiniti spazi e quindi il moto non è possibile .
Gli aristotelici estesero impropriamente questa argomentazione anche agli altri paradossi di Zenone relativi alla negazione della molteplicità.
Il metodo basato sulla dicotomia fu usato anche da Platone che divise per due le idee dal contenuto universale (idee-valori) in idee più specifiche (idee-cose) stabilendo così una gerarchia delle idee come fa stabilendo, ad esempio, una distinzione tra amore sacro e amore profano, il primo, più nobile, indirizzato all'anima, il secondo ai corpi.

## Contestualizzazione
Una contestualizzazione può essere fornita dalla connotazione assunta in biologia, dove una dicotomia è una divisione di organismi in due gruppi, tipicamente basati su una caratteristica presente in un gruppo e assente nell'altro. Tali dicotomie sono parte integrante del processo di identificazione delle specie, attraverso domande in sequenza. Alla domanda "Questo animale è provvisto di ossa?", si dividono le specie in vertebrati e invertebrati, essendo chiaro che nessun animale può essere sia vertebrato che invertebrato, né tantomeno può non appartenere a nessuna delle due categorie.
Per estensione il termine indica una netta separazione tra due entità o punti di vista, ad esempio tra classicismo e romanticismo.
In botanica rappresenta un tipo di ramificazione caratterizzato dalla suddivisione dell'apice in due apici i quali possono a loro volta dividersi in due.